# ساتوشي كاماتا
ساتوشي كاماتا، المولود في الثاني عشر من يونيو عام 1938، هو كاتب تحقيقات صحفية ياباني وناشط اجتماعي، اشتهر بمؤلفاته التي تناولت أوضاع العمال الصناعيين في اليابان وأوجه الاستغلال التي يتعرضون لها. نشأ في مدينة هيروشاكي بمحافظة آوموري، حيث تلقى تعليمه في مدرسة هيروساكي الثانوية. بعد تخرجه، شدّ رحاله إلى طوكيو، حيث انخرط في العمل داخل المصانع الصغيرة، متنقلًا بين الورش الصناعية المختلفة، ليكتسب خبرة عملية في بيئات العمل الشاقة. خلال هذه المرحلة، عمل متدربًا في أحد مصانع الكاميرات، إلى أن ترك وظيفته في قسم الطباعة بمدرسة الميموغراف المركزية في أكتوبر عام ألف وتسعمائة وتسعة وخمسين. بعد ذلك، وفي أبريل من العام التالي، التحق بقسم الأدب الروسي في كلية الأدب الأولى بجامعة واسيدا، حيث عمّق اهتمامه بالقضايا الاجتماعية والسياسية. [بحاجة لمصدر]

## مسيرته
بعد إتمام دراسته الجامعية، بدأ مسيرته الصحفية بالعمل في صحيفة متخصصة في مجال صناعة الفولاذ، ومن ثم انتقل إلى مجلة "شين هيو"، حيث عمل في قسم التحرير. غير أن طبيعته النقدية وروحه المستقلة دفعته إلى ترك العمل المؤسساتي ليصبح كاتب تحقيقات حرًا، مستندًا إلى تجاربه الشخصية في أوساط العمال الصناعيين. من بين أبرز أعماله، كتابه الذي أثار جدلًا واسعًا حول أوضاع العمال المؤقتين في شركة تويوتا للسيارات، حيث كشف فيه عن واقعهم المأساوي، فحمل عنوان "مصنع اليأس في صناعة السيارات"، وهو عمل وثائقي تميز بأسلوبه الواقعي القاسي ونزعته النقدية الحادة.[بحاجة لمصدر]

## أعماله الأدبية
في عام ألف وتسعمائة وتسعين، حاز على جائزة نيتا جيرو الأدبية عن كتابه "الروح المتمردة: سيرة حياة سوزوكي تومين"، وهو عمل وثائقي تناول حياة أحد أبرز الشخصيات المعارضة في تاريخ اليابان المعاصر. وبعد عام واحد، نال جائزة مايْنيتشي للثقافة والنشر عن كتابه "توثيق قرية روكّاشو"، الذي كان دراسة معمقة حول التغيرات الاجتماعية في الريف الياباني. لم يكن كاماتا مجرد كاتب توثيقي، بل كان مؤرخًا للأحداث الاجتماعية والسياسية الكبرى، حيث كتب سيرًا ذاتية عن شخصيات بارزة مثل كاساي زينزو، أوسوجي ساكاي، دازاي أوسامو، وسوزوكي تومين، مؤكدًا في أعماله على العلاقة الوثيقة بين الأفراد والتغيرات الاجتماعية العميقة التي شهدتها اليابان خلال القرن العشرين.[بحاجة لمصدر]

## دوره في الحركات الاحتجاجية
إلى جانب نشاطه الأدبي والصحفي، لعب كاماتا دورًا محوريًا في الحركات الاحتجاجية، لا سيما تلك المناهضة لإنشاء مطار ناريتا الدولي، الذي كان رمزًا للصراع بين السلطة والطبقات الاجتماعية المهمشة. بدأ اهتمامه بهذه القضية في أعقاب ما عرف بـ"حادثة تقاطع توهو العشريني" عام ألف وتسعمائة وواحد وسبعين، حينما سقط ثلاثة من رجال الشرطة قتلى خلال مواجهات عنيفة بين السلطات ومجموعات اليسار الجديد التي عارضت مشروع المطار. انضم كاماتا إلى هذا النضال، وصار من أبرز المناهضين لبناء المطار، حتى أنه شغل منصب الأمين العام لمؤسسة "إعلان إغلاق المطار"، التي كانت في طليعة الحراك المناهض. في عام ألف وتسعمائة وثمانية وسبعين، شارك في اقتحام برج المراقبة بالمطار خلال واحدة من أعنف التحركات الاحتجاجية التي شهدتها البلاد.[بحاجة لمصدر]
لم يقتصر نشاطه السياسي على قضايا العمال والمطارات، بل امتد ليشمل الدفاع عن حقوق الإنسان في مختلف المجالات. في عام ألف وتسعمائة وخمسة وتسعين، كان أحد مؤسسي حملة "حقوق الإنسان في شركة السكك الحديدية اليابانية"، وهي مبادرة مناهضة لسياسات الحكومة في خصخصة وتقسيم الشركة الوطنية للسكك الحديدية. ضمت الحملة عددًا من الشخصيات الثقافية والسياسية البارزة التي رأت في هذه الخصخصة اعتداءً على حقوق العمال وإخلالًا بالتوازن الاجتماعي. كما شارك في الجهود القانونية لإعادة النظر في قضية المدان في قضية ساياما، حيث أسس عام ألف وتسعمائة وتسعة وتسعين "رابطة المواطنين المطالبين بإعادة المحاكمة"، وتولى منصب أمينها العام، مستعينًا بخبراء في اللغة والقانون لنشر إعلان مدوٍّ في الصحف الوطنية، كشف فيه عن التلاعب القضائي الذي شاب هذه القضية.[بحاجة لمصدر]

## أسلوبه
ظل كاماتا حتى اليوم نموذجًا للكاتب الملتزم بقضايا مجتمعه، حيث حافظ على أسلوبه النقدي اللاذع. في أعقاب حادث فوكوشيما النووي في مارس 2011، أطلق في يونيو من العام ذاته حركة "وداعًا للطاقة النووية"، بالتعاون مع مجموعة من المفكرين والمثقفين، من بينهم أوي كينزابورو، وساكاموتو ريويتشي، وأوتشيهاشي كاتسوهيتو، وساواشي هيساي، وسيتوتشي جاكوتشو، وتسورومي شونسوكي، وأوتشياي كيكو، وتسوجي تاكاشي، وآخرون، بهدف الدفع نحو الابتعاد عن الطاقة النووية.   نظّم كاماتا مسيراتٍ وعروضًا احتجاجية كبرى في عدة مواقع بارزة داخل العاصمة اليابانية طوكيو، شملت حديقة ميجي، وحديقة يويوجي، وقاعة هيبيا للحفلات الموسيقية المفتوحة، كما شارك في تظاهرات امتدت إلى مناطق مختلفة من البلاد، داعيًا إلى إنهاء الاعتماد على الطاقة النووية وتعزيز مصادر الطاقة البديلة. وهو مؤسس " رابطة المادة 9 الإعلامية "، وهي مظلة لرابطة المادة 9.[بحاجة لمصدر]
في مظاهرة أمام البرلمان الوطني في 30 أغسطس 2015 ضد مشاريع الامن القومي ، صعد إلى المنصة وألقى خطابًا باعتباره أحد المنظمين لـ " لجنة الألف شخص لمنع الحرب ". في عام 2018، شارك في حركة ضد بناء قاعدة عسكرية أمريكية في هينوكو، أوكيناوا . وهو أحد المبادرين بإصدار بيان بعنوان "هل كوريا الجنوبية عدو؟" والذي يعارض إلغاء اليابان للوائح التفضيلية للتصدير الى كوريا الجنوبية . منذ أبريل 2006، كان يكتب عمودًا أسبوعيًا في صحيفة طوكيو شيمبون .